# GAU-8 (機関砲)
GAU-8 アヴェンジャー（英語: Avenger）は、アメリカ合衆国のゼネラル・エレクトリック（GE）社が開発した30mm口径のガトリング砲。
"Avenger"とは英語で「（正義に基づく）復讐者」を意味する。アメリカ空軍のA-10 サンダーボルトIIなどに搭載され、アメリカ軍の航空機搭載機関砲のなかで最大・最重そして、攻撃力の点で最強を誇る。主に対戦車攻撃に利用され、強力な30mm弾を高初速・高サイクルで発射する。

## 来歴
ジェット機の登場を受けた航空機関砲の火力向上の必要に対し、ゼネラル・エレクトリック（GE）社はガトリング砲に着目し、自社研究に続き1946年にはスプリングフィールド造兵廠からの契約を受けて「バルカン」計画として開発を進めており、1957年12月には20×102mm弾を使用するモデルがM61として制式化された。また1954年からは「バルカンII」計画として30×113mmB弾を使用するようにスケールアップした機関砲の開発に着手しており、1956年12月には最初の試作品が完成してT212と命名、1957年12月には2門目も製作されて、予定を延長して試験に供されたものの、こちらは製品化には至らなかった。
1960年代中盤、アメリカ軍は、ヨーロッパにおいて機甲戦力で優越するワルシャワ条約機構（WPO）軍に対抗するため、戦術を更新する必要に迫られていた。1968年5月より、GE社と空軍兵器開発センター（エグリン空軍基地）との共同研究として、近接航空支援（CAS）のための兵器システムの要件についての検討が着手された。この結果として30mm機関砲の設計が行われ、1970年6月までに技術試験モデルが製作され、12月には最初の試射が行われた。
1970年末、空軍とGE社およびフィルコ・フォード社との間で、YA-10攻撃機に搭載してCASに用いるための30mm機関砲3門の開発・納入契約が締結された。またエグリン空軍基地においてエリコン304-Rk（後のKCA）を用いた武器システムが製作され、両社の案に続く第三の候補となった。エグリン空軍基地において競争比較試験が行われ、1973年の第1四半期の大規模な地上射撃試験を経て、同年4月、空軍はGE社の案を採択することを発表し、GAU-8/Aとして制式化するとともに、「アヴェンジャー」という愛称が付された。

## 設計
本砲は、基本的にM61 バルカンの構成や動作機構を踏襲しつつ、弾薬を30×173mm弾に変更、また砲身も7本に増やしたスケールアップ版である。砲本体の重量は281 kg、弾薬1,350発を含めた砲システム全体の重量は1,828 kgに達する。
M61と同様のガトリング砲としての設計に基づき、砲身はそれぞれ各1個の遊底を有し、外部動力によってハウジング内部のロータで反時計周りに回転をすることで射撃が行われる。ハウジング内壁にはカム経路が形成されており、各遊底はロータの回転に伴って、このカム経路に従って可動し、下記のような工程を繰り返す。これらの工程を繰り返すための外部動力としては油圧モーターが用いられる。毎分4,300発の最大発射速度に達するには0.55秒を要する。
1. 送弾 - 砲弾が薬室後方に配置される。
2. 装填 - 砲弾が薬室内に挿入される。
3. 閉鎖 - 遊底が薬室を閉鎖し、撃発できる状態とする。
4. 開放 - 撃発後、薬室を開放する。
5. 抽筒 - 薬莢を薬室から引き出す。
6. 蹴出 - 薬室から引き出された薬莢が排出される。

給送弾機構はM61の方式が踏襲され、ヘリカル構造のドラムマガジンからコンベアを用いたリンクレス式の機構によって給送弾を受ける。発射前後での機体バランスの悪化を防止する目的もあり、空薬莢はドラムマガジンに回収される。
MRBS（最小故障間隔）は10,000発、砲身命数は20,000発とされている。

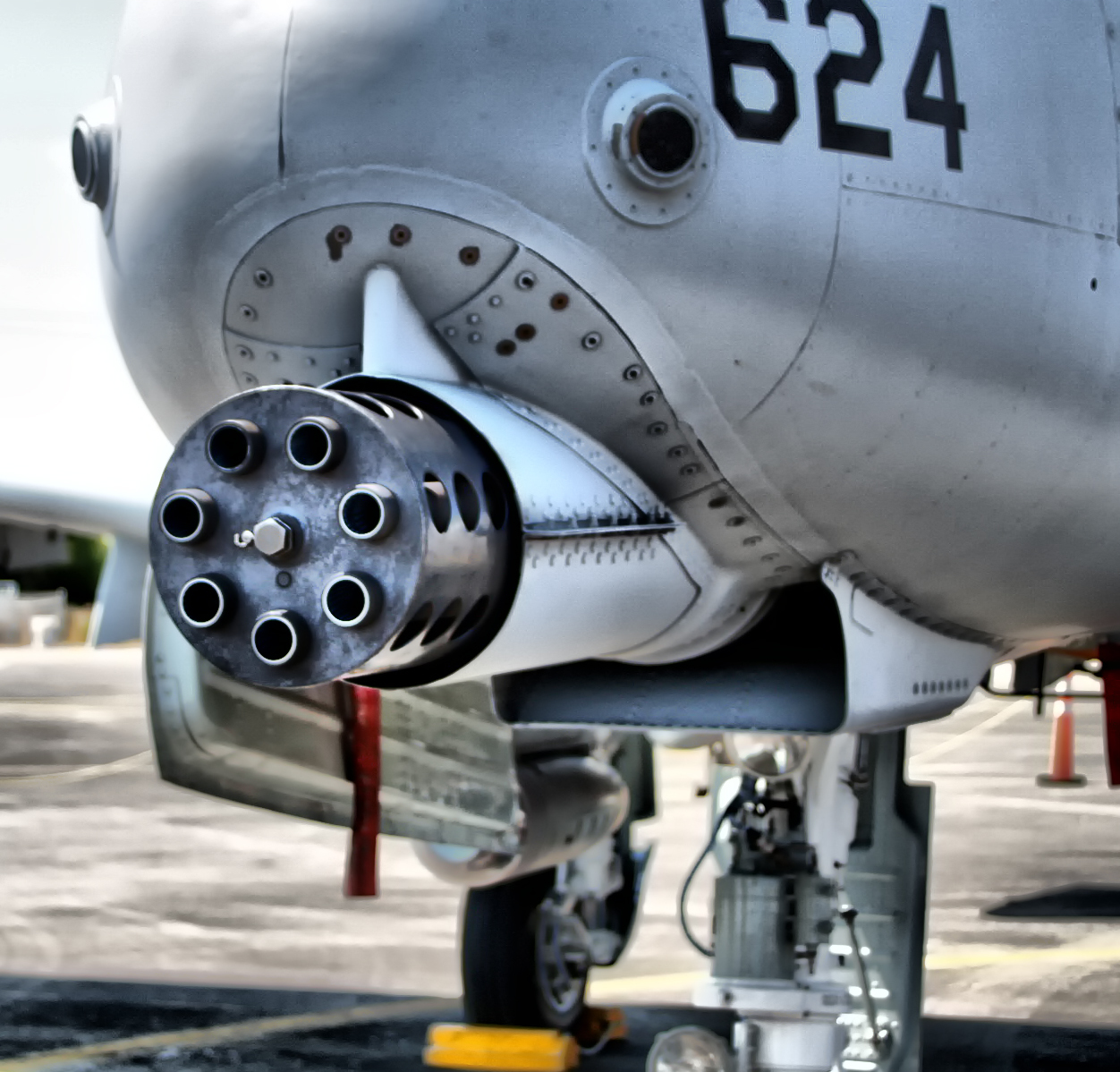
GAU-8/Aの砲口
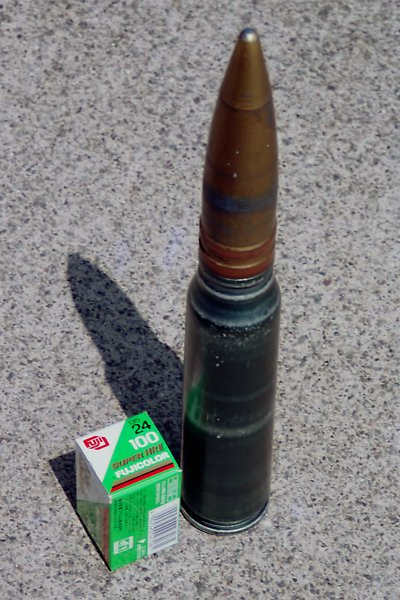
GAU-8の30mm砲弾
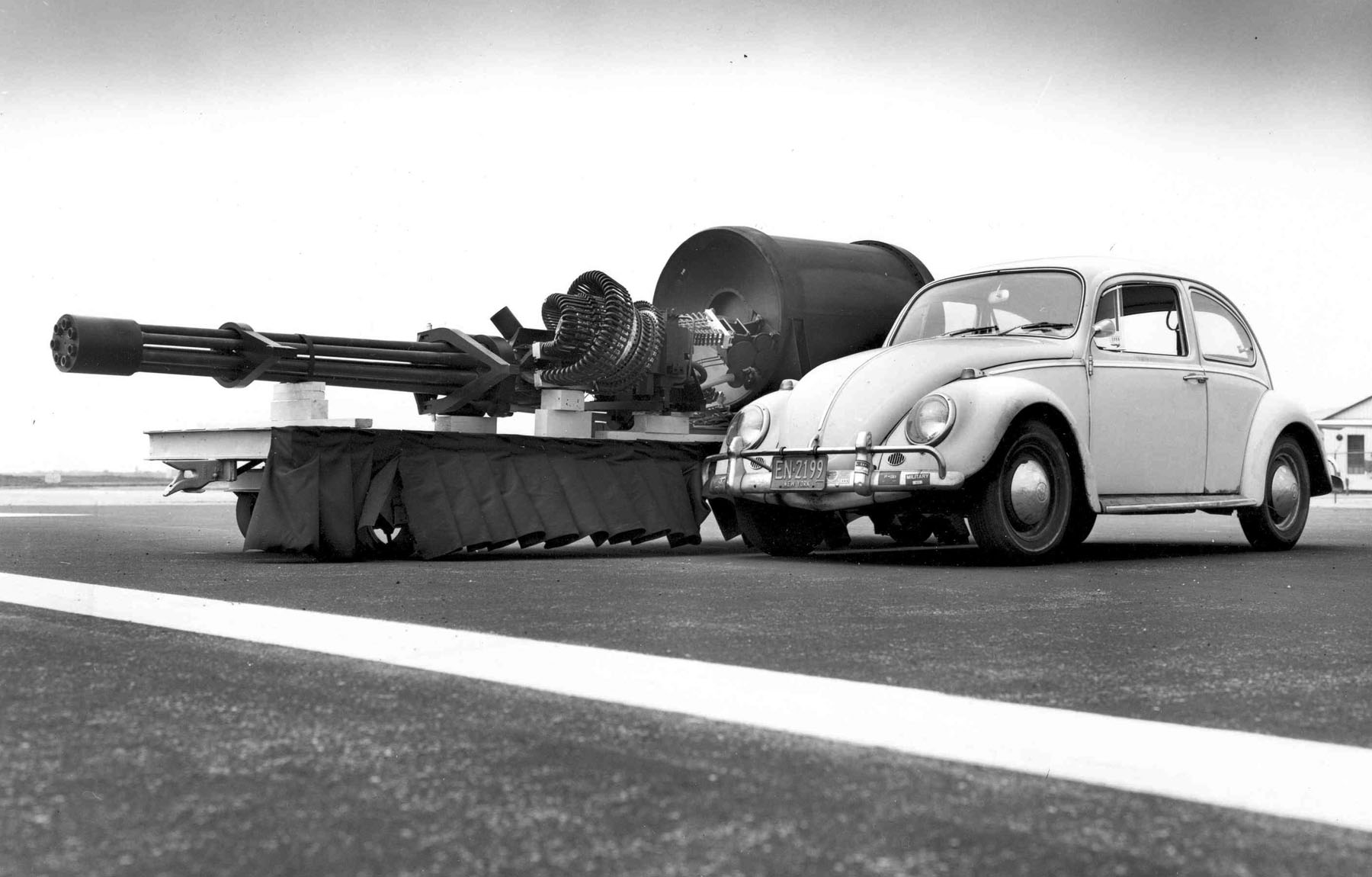
専用ドリー（台車）に載せられたGAU-8/Aとビートル
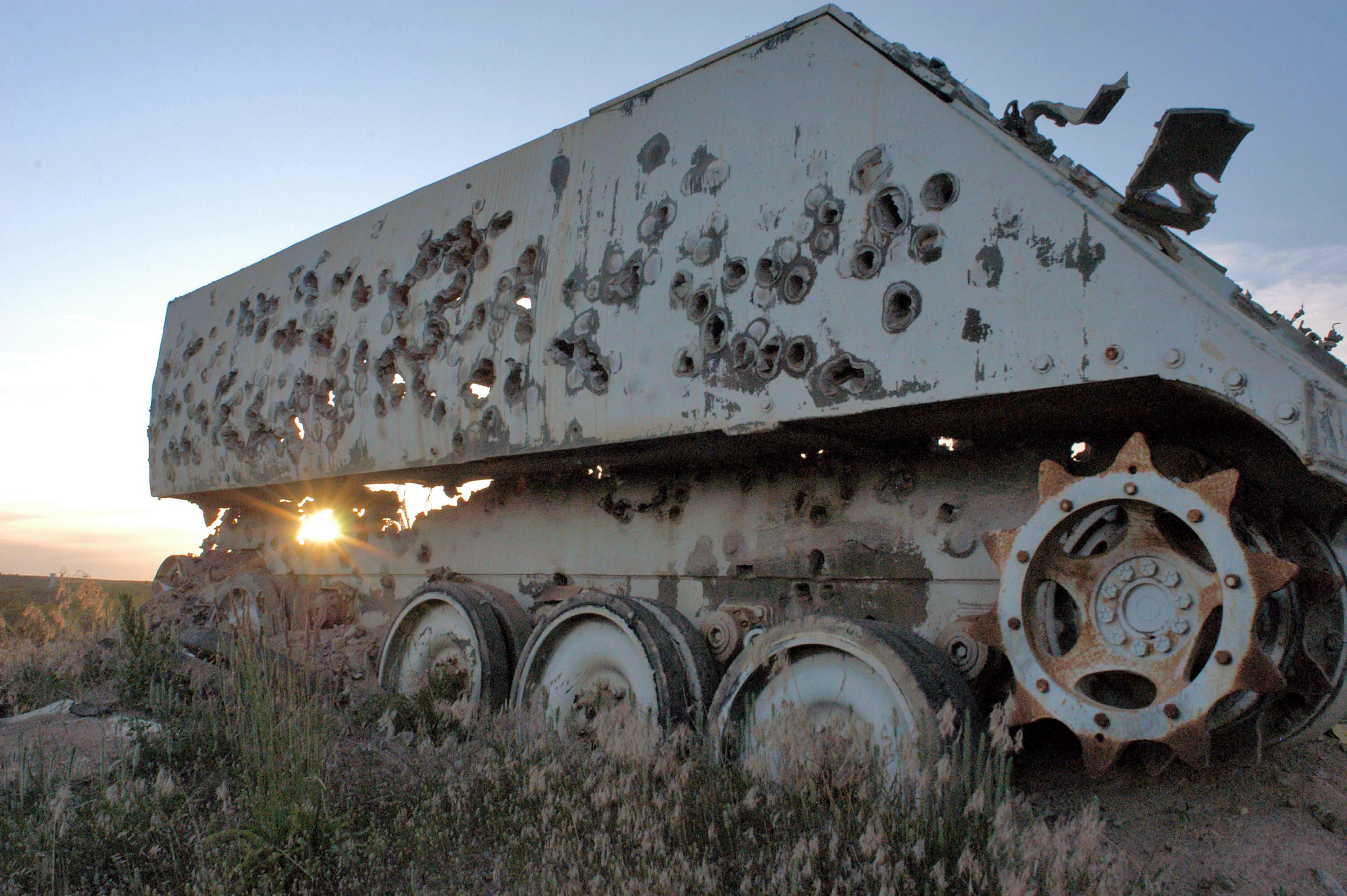
GAU-8の弾痕（M113装甲兵員輸送車のアルミニウム装甲を貫通している）

### 派生型

#### 25mm口径版
アメリカ空軍とGE社は、GAU-7/Aの開発中止後、GAU-8/Aの25mm口径版についてのフィジビリティスタディを行った。この際の検討では、30×173mm弾をもとにした25×136mm弾であれば25×152mm弾と弾道特性が近いと判断され、最大発射速度は毎分6,000発に達する予定とされていた。砲単体の重量は240 kg、また容量456発のドラムマガジンとリンクレス式給送弾機構が230 kgとなる予定であった。
しかし当時、既に25mm口径弾としてはエリコン社が開発した25×137mm弾が普及しており、陸軍も採用予定で、北大西洋条約機構（NATO）の標準規格にもなる見込みであった。25×136mm弾と同口径で薬莢長も近いものの、薬莢の径は25×137mm弾のほうがはるかに細く、威力では劣っていた。相互運用性の観点から25×136mm弾ではなく25×137mm弾の導入が望ましいと考えられたが、これを用いるにはGAU-8/Aはあまりに重く大きいと結論された。後にGE社が25×137mm弾を用いたガトリング砲を開発した際には、GAU-8/Aと類似するものの別のモデルであるGAU-12/U「イコライザー」として製品化している。

#### GAU-13/A
ガンポッドへの収容を目的として、GAU-8/Aの砲身を4本に減らすなど軽量化を図ったGAU-13/Aも開発された。連射速度は毎秒65発から40発に低下したが、反動力も4,500重量キログラムから3,060重量キログラムに低減された。
GE社による予備設計は1976年2月より着手されたが、既にGAU-8/Aが実用化されていたこともあって開発は迅速に進展し、最初の試作砲による試射は1977年3月より開始された。ただしガンポッドに収容するための給送弾機構や空気圧式の動力の設計やシステム統合には時間がかかり、ポッドの試作品による試射は1978年9月からとなった。1979年2月からはF-5戦闘機、続いてA-7攻撃機による飛行試験が開始された。
試射や飛行試験は順調に進捗したが、詳細契約の締結は1980年7月のこととなり、1982年9月から1986年4月までに329基のGPU-5/Aガンポッドが納入された。

## 実装

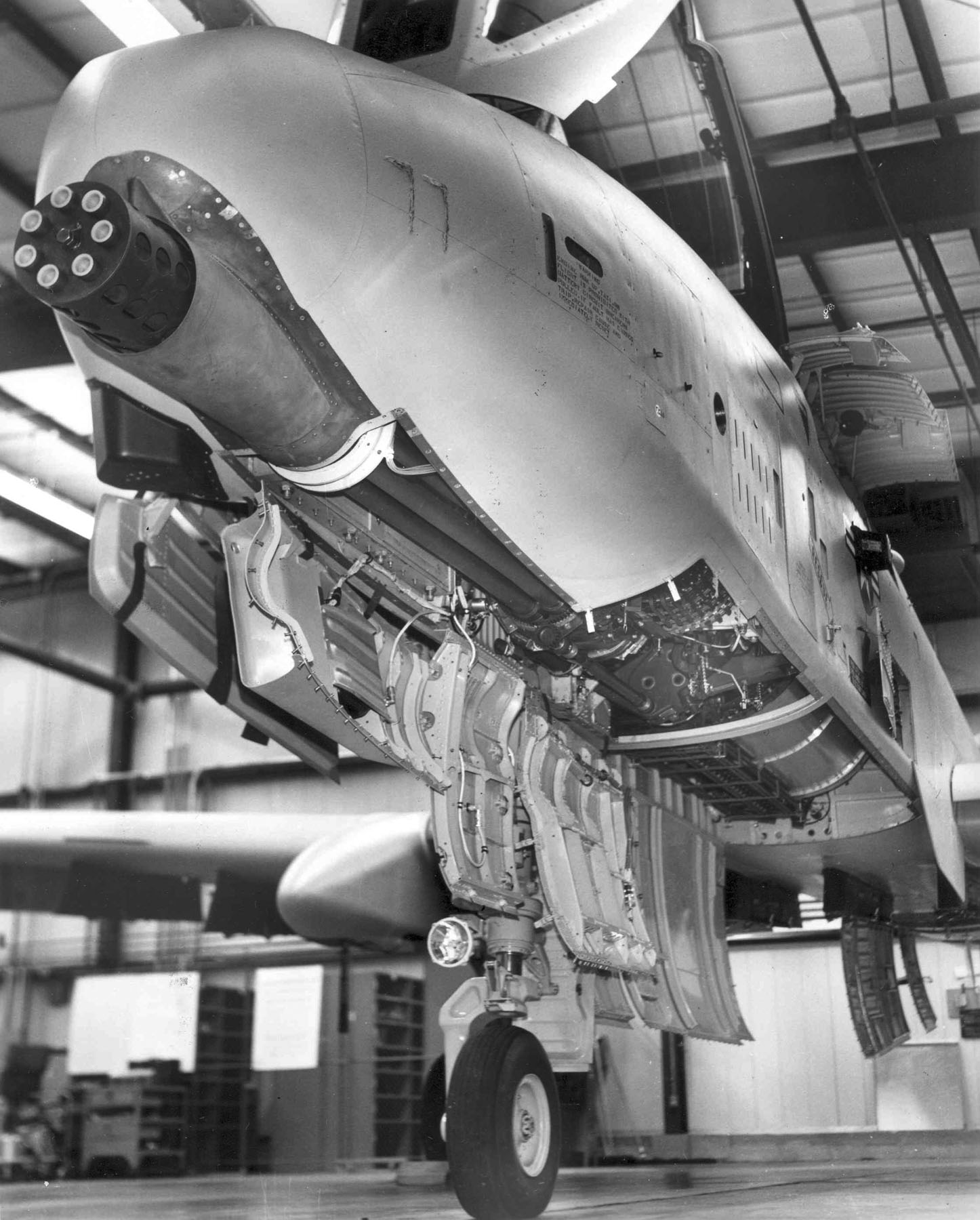
A-10に搭載されたGAU-8

### 機上型
上記の経緯もあって、GAU-8/AはもともとA-10攻撃機に搭載するための航空機関砲として開発された。本砲システムは非常に重く嵩張るため、A-10は、実質的にGAU-8/Aを中核として設計されている。GAU-8/Aは機体中心線から少しだけ左にずらして設置されているが、これは弾丸を発射する砲身が機体中心線の位置になるよう配置したためである。また前部降着装置（ランディング・ギア）は、GAU-8をかわすため右側にずらして取り付けられている。
一方、GAU-13/Aを収容したGPU-5/Aガンポッドは、A-4、A-7、F-4、F-5、F-15、F-16、F/A-18、F-20、そしてA-10と幅広い機体に搭載可能とされていた。特にF-16A/Bについては、GPU-5/Aを搭載してA-10攻撃機のかわりに近接航空支援に投入することも検討しており、このポッドを搭載する機体はF/A-16と俗称された。GPU-5/Aガンポッドを搭載したF-16は湾岸戦争で実戦投入されたものの、反動による飛行への影響を補正するソフトウェアが未完成で、外装式だったこともあって弾着が安定せず、わずか1日で使用は中止された。

### 艦載型
GAU-8は、航空機関砲だけでなく、艦載機関砲としても用いられている。まずGAU-8を単装に配したEX-83砲架が開発され、1981年にはスプルーアンス級駆逐艦「メリル」において試験が行われた。GEでは、オランダのシグナール社（現在のタレス・ネーデルラント）と共同で、このEX-83に射撃指揮システム（FCS）と捕捉レーダーを連動させた近接防御火器（CIWS）としてゴールキーパーを開発した。
なお、GAU-8機関砲とEX-83マウントを用いたCIWSは他にも開発されていた。イギリスのヴィッカース (VSEL) 社はシードラゴンCIWSの開発を進めていたが、ゴールキーパーの成功を受けて、イギリス海軍はシードラゴンの開発を中止して、1984年にはこちらを発注した。フランスのトムソンCSF社も、GAU-8機関砲とEX-83マウントを用いたSATAN（Systeme Autonome Tout temps d'Auto-defense Naval）およびSAMOS（SAGEM Optronic Anti-Missile System）を開発しており、いずれも1987年10月に試射に成功したものの、ゴールキーパーが先に製品化されたことから、開発は中止された
またGAU-13/Aを収容したガンポッドの譲渡を受けたアメリカ海兵隊は、これを海軍のLCAC-1級エア・クッション型揚陸艇に搭載して上陸戦での火力支援に使用することを構想し、1995年秋にはLCAC-66を用いた試験が行われた。

## GAU-8に関する伝説
GAU-8に関する都市伝説として、「飛行速度の低下」が挙げられる。砲の反動が機体の推進力に匹敵し、飛行速度が機関砲の発射によって落ち、撃ち続けると機体が失速して墜落してしまうというものである。中には機体が後方に進みだすといった滑稽な伝説もある。もちろん、これらの話はあくまで冗談に過ぎない。
GAU-8/Aのホームページでは砲の反動が45kNとされている。対してA-10 サンダーボルトIIの両エンジンからの最大出力は80kNであり、飛行機を止めることはできないが、わずかな速度低下を引き起こすことができる（正しく計算するためには運動量保存則を用いて議論すべきである。A-10が310kt≒約560 km/h≒155 m/s, 重量15 tであるとし発射による自重減少と推力を無視すれば、1発発射後の速度vは155(m/s)×1.5E4(kg)=(155+990)(m/s)×0.425(kg)+v(m/s)×1.5E4(kg)で求められ、これによる減速が次弾発射までに回復できず、観測できる程積み重なるのであれば"飛行速度の低下"が確認できる）。実際にアメリカ空軍ではGAU-8の砲身先端にマズルブレーキをつけて反動を低減する仕様が試されたが、試験の結果、保有する機体にこの種の改造をする必要はないと結論付けられたという。また、発射反動は砲の取り付け位置にも影響を与えている。機関砲弾はGAU-8を正面から見て凡そ九時の方向（向かって左側）に砲身が到達した際に発射されるので、そのリコイルが丁度機体中心に来るように機関砲全体を少々左側にずらして設置している。これは、開発中にGAU-8を機体の中心に据え付けたところ、上記の発射特性のため反動で機体の姿勢が乱れた結果、着弾点がずれてしまったことに起因している。
アリゾナ州ツーソンのデビスモンサン空軍基地の第335戦術飛行隊隊長によると、GAU-8発射時の反動に起因する問題は無いという。GAU-8には機関砲格納庫と取り付けマウントの間にリコイルアダプターと呼ばれる反動吸収装置が組み込まれており、発射時の反動を軽減する働きがある。
また、A-10のエンジンに砲の発射ガスが入り込むことでエンジンがストップしてしまうのではないかという疑惑もある。これは、発射ガスに酸素が含まれていないからで、エンジン内部での燃焼の妨げになるという意見に起因するものである。
A-10の開発にあたり、実用試験の際に、発砲時の砲口炎と排煙の排出量が多量のため、操縦士の視界に与える悪影響やエンジンが発砲煙を吸うことへの懸念（故障、特に飛行中のエンジン停止の要因となる）が生じることが判明したため、初期型の就役後には砲口に発砲煙を散らすためのデフレクターであるGFU-16/A、通称" Tickler"が装着されたが、効果が低い上に乱流を発生させることによる問題が発生し、その後順次撤去された（装着したままの機体も存在している）。砲口部をフェアリングで覆う形状とすることも検討されたが、テストの結果空力特性の悪化などの問題が生じ、砲口は露出式のままとなった。発砲煙による問題に対しては、発砲時は自動式の風防前面洗浄装置とエンジンの再点火装置を連動して作動させることで対処している。
なお、GAU-8の発射ガスは実際にはほとんどがA-10の機体下部を通るように流れるため、たとえ機体にマイナスGが掛かる機動中であっても、発射ガスが機体上部のエンジンに入り込むことは稀であった。

## 登場作品

### 映画
『アーミー・オブ・ザ・デッド』
序盤でゾンビの大発生したラスベガスへの空爆に際し、ラスベガス上空を飛行する複数のA-10が使用する。この際、パリス・ラスベガスのラスベガス・エッフェル塔に複数の機関砲弾が命中したことで倒壊させてしまう。
『ゴジラ（84年）』
劇中に登場する架空の兵器「スーパーX」に搭載されていた。
『トランスフォーマー』
出動したA-10 サンダーボルトIIが、スコルポノックへの攻撃に使用する。
『マン・オブ・スティール』
A-10がスーパーマンを含むクリプトン人を攻撃する際に使用。
『戦え!超ロボット生命体トランスフォーマー』
サイバトロン所属のパワーグライドが、A-10にトランスフォームし使用する。

### アニメ
『機動警察パトレイバー』
旧OVA第6話にて、香貫花が米軍より調達、98式AV プロトタイプが使用した。

### ゲーム
『Wargame Red Dragon』
NATO陣営のアメリカ軍デッキで使用可能なA-10Aの武装として登場する。
『バトルフィールドシリーズ』
『BF2』
A-10 サンダーボルトIIに搭載されている。
『BF3』
A-10に搭載されている。
『BF4』
A-10に搭載されている。
『メタルギアソリッド』
XGAU-8/Rという架空の6砲身型がメタルギアREXに搭載されている。
『War Thunder』
A-10に搭載されている。

『ディビジョン2(原題：Tom Clancy's The Division 2)』
要塞化されたトゥルーサンズの拠点キャピトル・ヒルにおいて
正面口を防衛するべく地上砲台に改造された１門のGAU-8が
侵入したプレイヤーに向けて砲撃する。